# Helikaza DNA

Schemat replikacji DNA, na którym helikaza została przedstawiona niebieskim trójkątem

Helikaza DNA – organiczny związek chemiczny, enzym zaliczany do helikaz, katalizujący rozplątywanie podwójnej helisy DNA.